# Diplotaxis xalapensis
Diplotaxis xalapensis är en skalbaggsart som beskrevs av Juan A. Delgado och Capistran 1992. Diplotaxis xalapensis ingår i släktet Diplotaxis och familjen Melolonthidae. Inga underarter finns listade i Catalogue of Life.